# Rikta Akter Banu
Rikta Akter Banu és una infermera i activista social de Bangladesh que ha estat reconeguda com una de les 100 dones més inspiradores i influents del món el 2024 per la BBC. Va rebre aquest reconeixement per la seva contribució significativa en canviar les percepcions de la comunitat sobre la discapacitat i millorar la qualitat de vida dels nens amb necessitats especials.

## Context i motivació
Rikta Akter Banu viu en una zona remota de Chilmari, a la regió de Kurigram, al nord de Bangladesh, on sovint es percep la discapacitat com una maledicció. La seva filla, que té autisme i paràlisi cerebral, es va enfrontar a la discriminació quan se li va negar l'admissió a l'escola primària local. Davant d'aquesta situació, Rikta va decidir actuar i va vendre les seves terres per construir una escola per a nens amb discapacitats.

## L’escola Rikta Akter Banu per a la discapacitat d’aprenentatge
L'escola va obrir les portes el 2010, inicialment en una petita casa amb teulada de llauna, quatre professors voluntaris i uns quants estudiants. Amb el pas del temps, ha crescut per donar servei a prop de 300 estudiants amb diverses discapacitats intel·lectuals i físiques.
L'escola ofereix un ventall ampli de matèries acadèmiques i tècniques, incloent costura, música i esports. A més, el 2020, l’escola es va integrar al règim MPO (Ordre de Pagament Mensual), que permet cobrir els salaris de 15 membres del personal, incloent vuit professors.

## Impacte comunitari i reconeixement
L'escola no només proporciona educació, sinó que també ha transformat les actituds locals envers la discapacitat, fomentant una comunitat més inclusiva i solidària. Segons Rikta, aquest reconeixement global reflecteix el suport i la cooperació de la comunitat local.
En declaracions als mitjans, Rikta ha afirmat que la seva tasca se centra en protegir els nens amb necessitats especials de la negligència i el menyspreu social. El seu objectiu és convertir aquests nens en ciutadans valuosos i continuar treballant pel seu benestar fins al final de la seva vida.

## Reptes actuals i aspiracions futures
Tot i el seu èxit, l’escola encara s’enfronta a desafiaments com la manca de finançament, instal·lacions residencials, aliments nutritius i equipaments adequats per a activitats educatives i esportives. Rikta somia amb convertir l'escola en un centre residencial per garantir una educació adequada a tots els nens amb discapacitats.

## Reconeixement global
La inclusió de Rikta Akter Banu a la llista de les 100 dones de la BBC del 2024 a la categoria de Ciència, Salut i Tecnologia subratlla el seu compromís amb la seva causa. Aquest reconeixement la situa al costat de figures com la premi Nobel de la Pau Nadia Murad, l’actriu Sharon Stone i l’escriptora Cristina Rivera Garza, destacant el seu treball com una inspiració mundial.
Rikta representa un exemple de resiliència i dedicació en un món ple de desafiaments. La seva feina ha canviat vides i ha portat orgull al seu país, deixant una empremta duradora en la lluita pels drets i la inclusió dels nens amb necessitats especials.